# 七执事

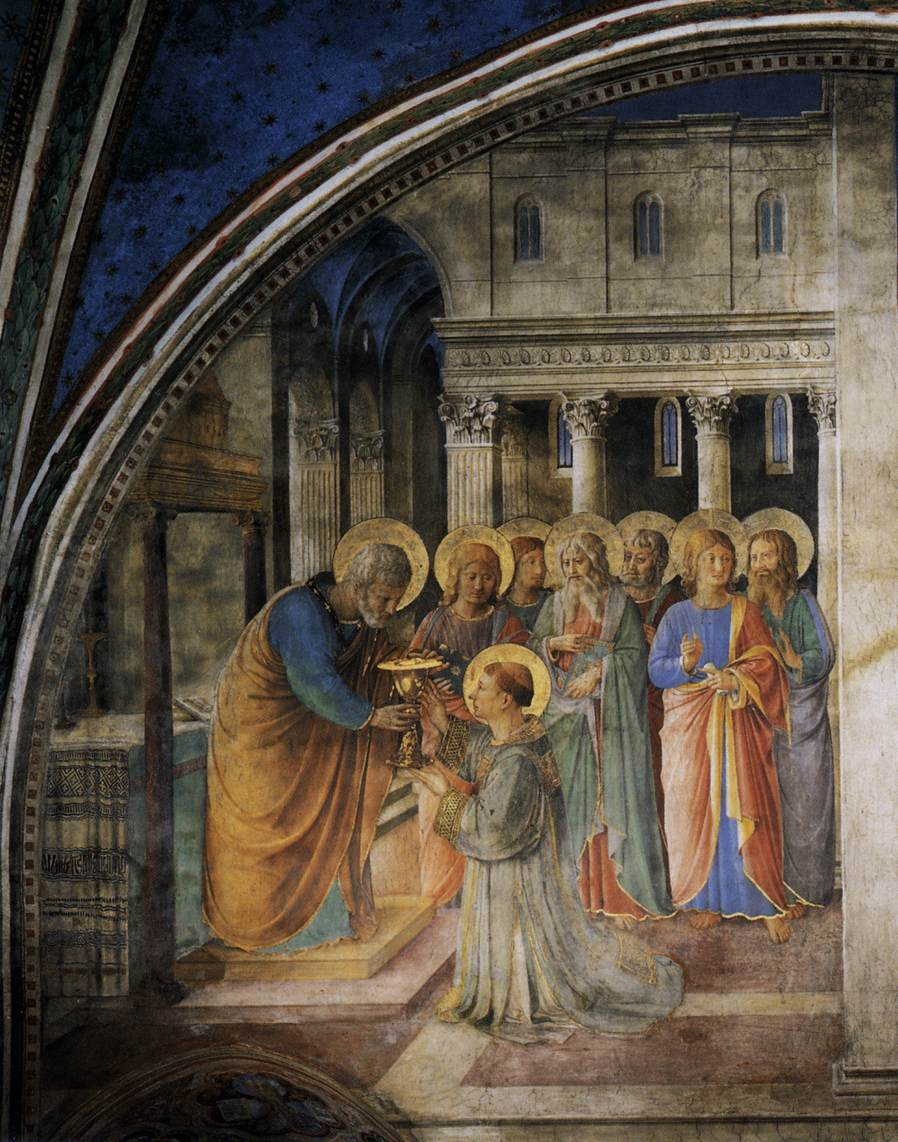
梵蒂冈宫尼各老小堂内弗拉·安杰利科的壁画，描绘彼得按立七执事，跪者为司提反

七执事（Seven Deacons）是早期基督教教会选举产生的领袖，服务于在耶路撒冷的信徒团体，使使徒们能专心从事“祷告和圣言”，并解决希腊语的信徒提出的关于他们的寡妇在日常食物分配中遭到忽视的问题。在《使徒行传》（页面存档备份，存于）描述了他们的任命。 根据后来的传统，他们应该也是在《路加福音》中的七十门徒之列。虽然七人在新约中并未被称为执事，但他们的作用被描述为“执事的”（希腊语：διακονειν τραπεζαις），因而常被视为执事职分的先驱者。
七位执事是：
- 司提反
- 腓利
- 伯罗哥罗
- 尼迦挪
- 提门
- 巴米拿
- 尼哥拉

根据使徒行传的叙述，他们是由信徒团体根据他们的名声和智慧，并且充满圣灵，来确定和选择的，他们的任命得到了使徒的证实。 
只有司提反和腓利在使徒行传中进行了详细的记载。其他文献也没有任何关于尼迦挪和巴米拿的记载。司提反被暴民杀死，成为教会的第一名殉道者。大数的保罗也赞同杀害司提反，但后来却悔改成为基督徒，即使徒保罗（（页面存档备份，存于））。腓利在迫害期间前往撒玛利亚传福音，归化了一名埃塞俄比亚的宦官，传统上认为后者开始了埃塞俄比亚正教会。